# Nils Johansson
Nils Johansson   (Estocolm, 3 d'octubre de 1904 - Estocolm, 8 de desembre de 1936) va ser un jugador d'hoquei sobre gel i bandy suec que va competir durant la dècada de 1920. Era el pare de la saltadora Märta Johansson.
El 1928 va prendre part en els Jocs Olímpics de Sankt Moritz, on guanyà la medalla de plata en la competició d'hoquei sobre gel. El 1926 havia guanyat la lliga sueca amb el Djurgårdens IF.